# وولینگ بینگو
وولینگ بینگو یک خودروی کوچک باتری برقی است که توسط سایک-جی‌ام-وولینگ (SGMW) از سال ۲۰۲۳ و با نام تجاری وولینگ تولید می‌شود.

## بررسی
پس از میکروکار برقی هونگ‌گوانگ مینی ئی‌وی، وولینگ طیف خودروهای شهری خود را با یک هاچ‌بک معمولی ۵ در به نام بینگو گسترش داد.
بینگو برای بازار داخلی چین، به عنوان پاسخی به سایر مدل‌های الکتریکی شهری عرضه شد. بینگو ظاهری رترو و همراه با یکپارچه‌سازی با بدنه گرد با چراغ‌های بیضی شکل و چراغ‌های عقب دارد. بینگو با چهار رنگ عرضه می‌شود که در سه تای آن رنگ سقف با بدنه متفاوت است: سفید و مشکی، سبز و مشکی، صورتی و سفید و کاملاً مشکی.
محفظه سرنشینان دارای طراحی مشابه بیضی شکل است. داشبورد دارای دو نمایشگر است که به ترتیب به عنوان ساعت و صفحه لمسی مرکزی سیستم چند رسانه‌ای عمل می‌کنند.

## ویژگی‌های فنی
بینگو با دو نوع پیشرانه موجود است. مدل اصلی ۳۰ کیلووات (۴۰ اسب بخار؛ ۴۱ اسب بخار متری) قدرت دارد؛ در حالی که مدل قدرتمندتر ۵۰ کیلووات (۶۷ اسب بخار؛ ۶۸ اسب بخار متری) قدرت دارد. با این وجود، حداکثر سرعت در هر دو مدل به ۱۰۰ کیلومتر بر ساعت (۶۲ مایل بر ساعت) محدود شده‌است. سازنده همچنین دو مجموعه از باتری‌های موجود را ارائه کرده‌است: باتری کوچکتر ۱۷٫۳ کیلووات ساعتی به کاربر اجازه می‌دهد تا ۲۰۰ کیلومتر را با یک بار شارژ مطابق با چرخه NEDC رانندگی کند و باتری بزرگتر ۳۱٫۹ کیلووات ساعتی تا ۳۳۰ کیلومتر پیمایش دارد.